# Anthophora larvata
Anthophora larvata är en biart som beskrevs av Giraud 1863. Anthophora larvata ingår i släktet pälsbin, och familjen långtungebin. Inga underarter finns listade i Catalogue of Life.